# Anatomija životinja
Anatomija životinja je grana biologije koja se bavi proučavanjem oblika tijela životinja, njihove građe i izgleda, te boje i različitostima u građi tijela između jedinka iste ili različite vrste. 
Morfologija danas često služi u otkrivanju srodnosti između pojedinih vrsta životinja na temelju njihovih vanjskih sličnosti, tj. na temelju sličnosti građe tijela i unutrašnjih organa, a ne na temelju njihovog ponašanja ili genetski predodređenog srodstva. Anatomija se danas dosta često koristi u te svrhe iako ponekad može i krivo naznačiti neku srodnost samo na temelju izgleda, a do te sličnosti u građi mogu dovesti i slični uvjeti u okolišu i sličan način prehrane. To bi značilo da i oni organizmi koji su izgledom vrlo slični ne mora značiti da su u bliskom srodstvu, pa ne mora niti značiti da su u ikakvom srodstvu. Zato je danas najsigurnije razotkrivati srodnost među vrstama na temelju genetske sličnosti, tj.pomoću DNK testa.